# Саймон Лессінг
Саймон Крістофер Лессінг (12 лютого 1971, Кейптаун, ПАР) — британський тріатлоніст. П'ятиразовий чемпіон світу на олімпійській і довгій дистанціях, триразовий чемпіон Європи і учасник Олімпійських ігор. У 2000-х також виступав на змаганнях серед «залізних людей» («Ironman» і «Ironman 70.3»). Кавалер ордена Британської імперії.

## Біографічні відомості
Народився в Кейптауні (Західна Капська провінція). Коли йому виповнилося 9 років, родина переїхала до портового Дурбана. Мама була тренером з плавання. Відомо, що вже в п'ятому класі займався плаванням, вітрильним спортом, дуатлоном і легкоатлетичним кросом. Неодноразово отримував запрошення перейти до команд з регбі і серфінгу, найпопулярніших видів спорту в Піденній Африці. З 14 років почав відвідувати тренування з тріатлону.
На той час країна перебувала в міжнародній ізоляції через політику апартеїду і вдома не було можливості стати професіональним спортсменом світового рівня. Після закінчення школи і перемоги в національному чемпіонаті Саймон Лессінг поїхав до Великої Британії, на батьківщину своєї мами.
У дев'ятнадцять років дебютував на чемпіонатах світу і Європи, в обох турнірах увійшов до десятки найсильніших. Наступного року став найкращим на континенті, а через два роки — на планеті. 1993 року титул чемпіона світу здобув британець Спенсер Сміт, його найпринциповіший суперник. У другій половині 90-х п'ять років поспіль став призером світових першостей, у тому числі тричі з найкращим результатом. Через дуже різні умови тріатлоних змаганнях федерація не фіксує найкращі результати, але до Книги рекордів Гіннеса записано, що Саймон Лессінг пройшов дистанцію на чемпіонаті 1996 року в Клівленді з результатом 1:39:50 і показав найкращий час у всіх відомих на той час турнірах з тріатлону. 1999 року мав всі шанси здобути п'ятий титул, але на фініші поступився Дмитру Гаагу лише в шість секунд.
2000 року взяв участь у першому турнірі з тріатлону на Олімпійських іграх. Завершив трасу в Сіднеї на 9 позиції. Також вигравав світову першість на довгій дистанції, Ігри доброї волі і один з найвідоміших турнірів у США «Втеча з Алькатраса» (1995, 2003, 2004). Неодноразово перемагав на етапах Кубка світу і Панамериканського кубка.
Також виступав на змаганнях «Залізних людей». 2004 року встановив рекорд траси в Лейк-Плесіді — 8:23:12. Двічі виступав на світових першостях на Гаваях, але жодного разу не фінішував. 2006 року здобув срібло на першому чемпіонаті світу «Ironman 70.3» у Клірвотері. Кар'єру професіонального спортсмена завершив 2008 року. Мешкає в Боулдері (штат Колорадо), працює тренером. 2014 року обраний до Зали слави Міжнародної федерації тріатлону.

## Досягнення
У змаганнях, що організовує Міжнародна федерація тріатлону.
- Чемпіонат світу: перше місце — 1992, 1995, 1996, 1998; друге місце — 1993, 1999; третє місце — 1997
- Чемпіонат світу (довга дистанція): перше місце — 1995
- Кубок світу: третє місце — 1999
- Чемпіонат Європи: перше місце — 1991, 1993, 1994; друге місце — 1992
- Ігри доброї волі: перше місце — 1994, 1998

## Статистика
Статистика виступів у міжнародних турнірах:

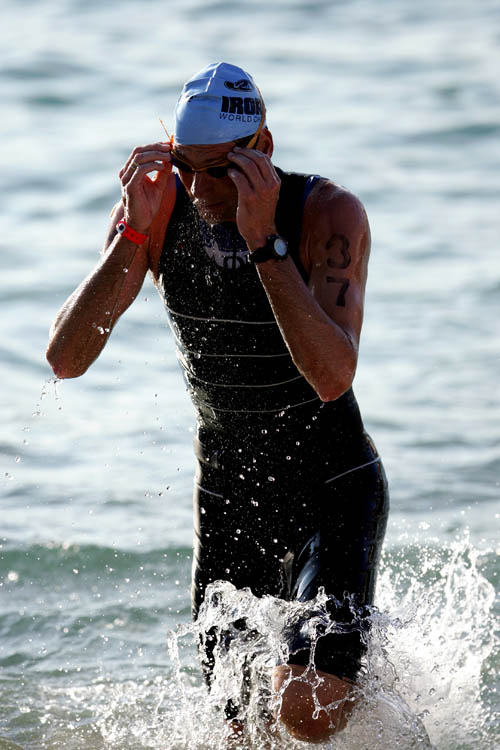
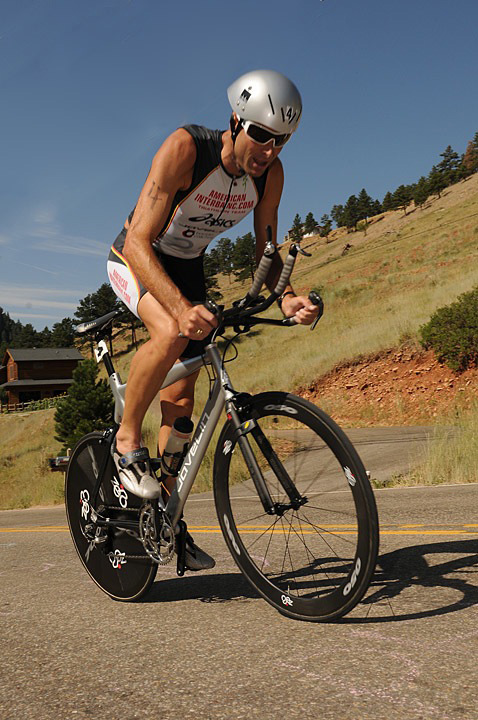
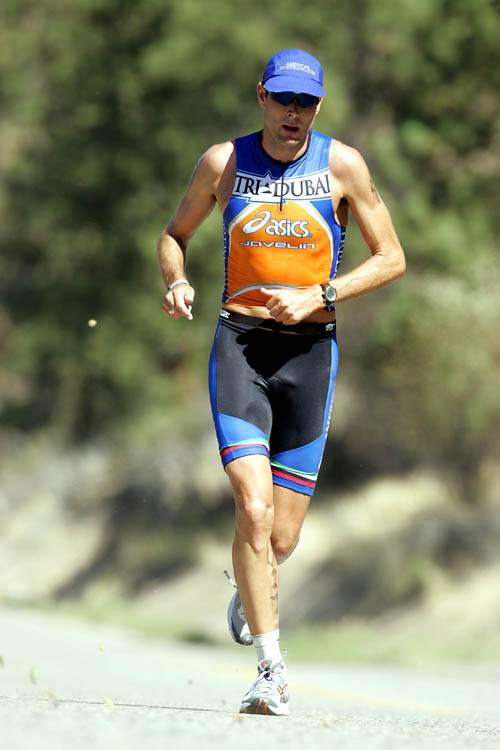

| Рік  | Назва турніру                     | Місто           | Місце | Примітки |
| ---- | --------------------------------- | --------------- | ----- | -------- |
| 1990 | Чемпіонат світу                   | Орландо         | 7     |          |
| 1991 | Чемпіонат світу                   | Голд-Кост       | 6     |          |
| 1992 | Чемпіонат світу                   | Гантсвілл       | 1     |          |
| 1993 | Чемпіонат світу                   | Манчестер       | 2     |          |
| 1994 | Ігри доброї волі                  | Санкт-Петербург | 1     |          |
| 1995 | Чемпіонат світу (довга дистанція) | Ніцца           | 1     |          |
|      | Чемпіонат світу                   | Канкун          | 1     |          |
| 1996 | Чемпіонат світу                   | Клівленд        | 1     |          |
|      | Кубок світу                       | загальний залік | 7     |          |
| 1997 | Чемпіонат світу                   | Перт            | 3     |          |
| 1998 | Чемпіонат світу                   | Лозанна         | 1     |          |
|      | Ігри доброї волі                  | Нью-Йорк        | 1     |          |
|      | Кубок світу                       | загальний залік | 8     |          |
| 1999 | Чемпіонат світу                   | Монреаль        | 2     |          |
|      | Кубок світу                       | загальний залік | 3     |          |
| 2000 | Олімпійські ігри                  | Сідней          | 9     |          |
| 2002 | Ігри Співдружності                | Манчестер       | 4     |          |